# Gran Premio di Gran Bretagna 1967
Il Gran Premio di Gran Bretagna 1967 fu la sesta gara della stagione 1967 del Campionato mondiale di Formula 1, disputata il 15 luglio sul Circuito di Silverstone.
La corsa vide la vittoria di Jim Clark su Lotus-Ford, seguito da Denny Hulme e da Chris Amon.

## Qualifiche
| Pos | No | Pilota          | Costruttore     | Scuderia                    | Tempo  | Distacco |
| --- | -- | --------------- | --------------- | --------------------------- | ------ | -------- |
| 1   | 5  | Jim Clark       | Lotus-Ford      | Team Lotus                  | 1:25.3 | -        |
| 2   | 6  | Graham Hill     | Lotus-Ford      | Team Lotus                  | 1:26.0 | +0.7     |
| 3   | 1  | Jack Brabham    | Brabham-Repco   | Brabham Racing Organisation | 1:26.2 | +0.9     |
| 4   | 2  | Denny Hulme     | Brabham-Repco   | Brabham Racing Organisation | 1:26.3 | +1.0     |
| 5   | 9  | Dan Gurney      | Eagle-Weslake   | Anglo American Racers       | 1:26.4 | +1.1     |
| 6   | 8  | Chris Amon      | Ferrari         | Scuderia Ferrari SpA SEFAC  | 1:26.9 | +1.6     |
| 7   | 7  | John Surtees    | Honda           | Honda Racing                | 1:27.2 | +1.9     |
| 8   | 11 | Jochen Rindt    | Cooper-Maserati | Cooper Car Company          | 1:27.4 | +2.1     |
| 9   | 12 | Pedro Rodríguez | Cooper-Maserati | Cooper Car Company          | 1:27.9 | +2.6     |
| 10  | 10 | Bruce McLaren   | Eagle-Weslake   | Anglo American Racers       | 1:28.1 | +2.8     |
| 11  | 4  | Mike Spence     | BRM             | Owen Racing Organisation    | 1:28.3 | +3.0     |
| 12  | 3  | Jackie Stewart  | BRM             | Owen Racing Organisation    | 1:28.7 | +3.4     |
| 13  | 15 | Chris Irwin     | BRM             | Reg Parnell Racing          | 1:29.6 | +4.3     |
| 14  | 20 | David Hobbs     | BRM             | Bernard White Racing        | 1:30.1 | +4.8     |
| 15  | 14 | Alan Rees       | Cooper-Maserati | Cooper Car Company          | 1:30.3 | +5.0     |
| 16  | 16 | Piers Courage   | BRM             | Reg Parnell Racing          | 1:30.4 | +5.1     |
| 17  | 19 | Bob Anderson    | Brabham-Climax  | DW Racing Entreprises       | 1:30.7 | +5.4     |
| 18  | 17 | Jo Siffert      | Cooper-Maserati | Jack Durlacher Racing Team  | 1:31.0 | +5.7     |
| 19  | 23 | Jo Bonnier      | Cooper-Maserati | Joakim Bonnier Racing Team  | 1:32.0 | +6.7     |
| 20  | 22 | Silvio Moser    | Cooper-ATS      | Charles Vögele Racing       | 1:32.9 | +7.6     |
| 21  | 18 | Guy Ligier      | Brabham-Repco   | Privato                     | 1:34.8 | +9.5     |

## Gara
| Pos | No | Pilota          | Costruttore     | Giri | Tempo/Ritiro   | Griglia | Punti |
| --- | -- | --------------- | --------------- | ---- | -------------- | ------- | ----- |
| 1   | 5  | Jim Clark       | Lotus-Ford      | 80   | 1:59:25.6      | 1       | 9     |
| 2   | 2  | Denny Hulme     | Brabham-Repco   | 80   | + 12.8         | 4       | 6     |
| 3   | 8  | Chris Amon      | Ferrari         | 80   | + 16.6         | 6       | 4     |
| 4   | 1  | Jack Brabham    | Brabham-Repco   | 80   | + 21.8         | 3       | 3     |
| 5   | 12 | Pedro Rodríguez | Cooper-Maserati | 79   | + 1 giro       | 9       | 2     |
| 6   | 7  | John Surtees    | Honda           | 78   | + 2 giri       | 7       | 1     |
| 7   | 15 | Chris Irwin     | BRM             | 77   | + 3 giri       | 13      |       |
| 8   | 20 | David Hobbs     | BRM             | 77   | + 3 giri       | 14      |       |
| 9   | 14 | Alan Rees       | Cooper-Maserati | 76   | + 4 giri       | 15      |       |
| 10  | 18 | Guy Ligier      | Brabham-Repco   | 76   | + 4 giri       | 21      |       |
| Rit | 19 | Bob Anderson    | Brabham-Climax  | 67   | Motore         | 17      |       |
| Rit | 6  | Graham Hill     | Lotus-Ford      | 64   | Motore         | 2       |       |
| Rit | 4  | Mike Spence     | BRM             | 44   | Accensione     | 11      |       |
| Rit | 9  | Dan Gurney      | Eagle-Weslake   | 34   | Frizione       | 5       |       |
| Rit | 22 | Silvio Moser    | Cooper-ATS      | 29   | Pressione olio | 20      |       |
| Rit | 11 | Jochen Rindt    | Cooper-Maserati | 26   | Motore         | 8       |       |
| Rit | 3  | Jackie Stewart  | BRM             | 20   | Trasmissione   | 12      |       |
| Rit | 10 | Bruce McLaren   | Eagle-Weslake   | 14   | Motore         | 10      |       |
| Rit | 17 | Jo Siffert      | Cooper-Maserati | 10   | Motore         | 18      |       |
| Rit | 23 | Jo Bonnier      | Cooper-Maserati | 0    | Motore         | 19      |       |
| DNS | 16 | Piers Courage   | BRM             | 0    | Non partito    | 16      |       |

## Statistiche

### Piloti
- 22ª vittoria per Jim Clark
- 1º Gran Premio per David Hobbs
- Ultimo Gran Premio per Bob Anderson

### Costruttori
- 27° vittoria per la Lotus

### Motori
- 2ª vittoria per il motore Ford Cosworth
- 4º e ultimo giro più veloce per il motore Repco
- Ultimo Gran Premio per il motore ATS

### Giri al comando
- Jim Clark (1-25, 55-80)
- Graham Hill (26-54)

## Classifiche Mondiali

### Piloti
| Pos | Pilota              | Punti |
| --- | ------------------- | ----- |
| 1   | Denny Hulme         | 28    |
| 2   | Jack Brabham        | 19    |
|     | Jim Clark           | 19    |
| 4   | Chris Amon          | 15    |
| 5   | Pedro Rodríguez     | 14    |
| 6   | Jackie Stewart      | 10    |
| 7   | Dan Gurney          | 9     |
| 8   | John Love           | 6     |
|     | Graham Hill         | 6     |
| 10  | John Surtees        | 5     |
| 11  | Bruce McLaren       | 3     |
|     | Jo Siffert          | 3     |
|     | Mike Spence         | 3     |
|     | Jochen Rindt        | 3     |
| 15  | Bob Anderson        | 2     |
|     | Mike Parkes         | 2     |
|     | Chris Irwin         | 2     |
| 18  | Ludovico Scarfiotti | 1     |

### Costruttori
| Pos | Costruttore     | Punti |
| --- | --------------- | ----- |
| 1   | Brabham-Repco   | 33    |
| 2   | Cooper-Maserati | 19    |
|     | Lotus-Ford      | 19    |
| 4   | Ferrari         | 15    |
| 5   | BRM             | 11    |
| 6   | Eagle-Weslake   | 9     |
| 7   | Cooper-Climax   | 6     |
|     | Lotus-BRM       | 6     |
| 9   | Honda           | 5     |
| 10  | McLaren-BRM     | 3     |
| 11  | Brabham-Climax  | 2     |